# 韋森巴赫河

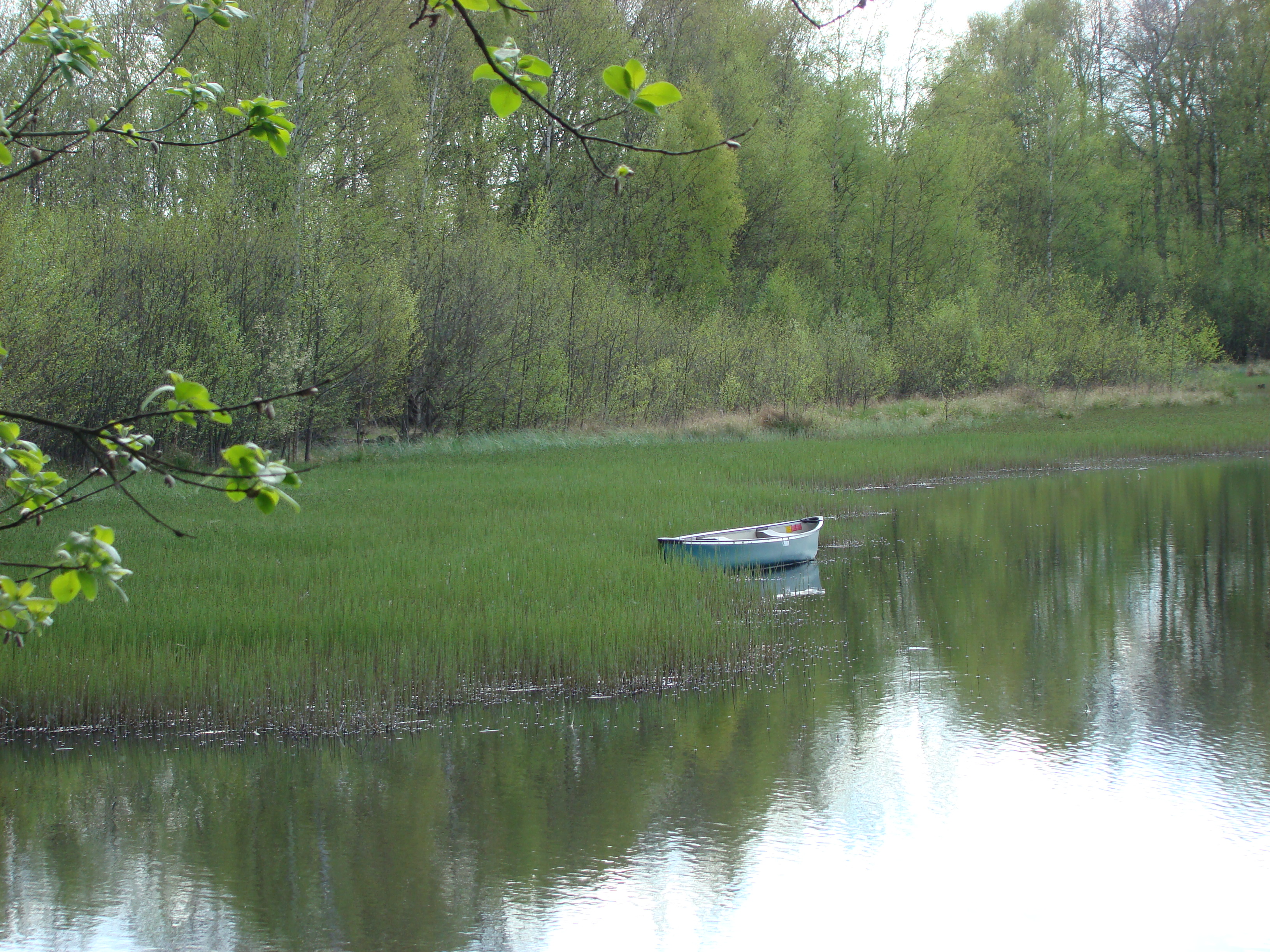

52°50′31.48″N 10°5′46.75″E / 52.8420778°N 10.0963194°E
韋森巴赫河（德語：Weesener Bach），是德國的河流，位於該國西北部，由下薩克森州負責管轄，屬於厄爾策河的左支流，河道全長13.7公里，河口處在黑爾曼斯堡以北。